# Коми (народ)

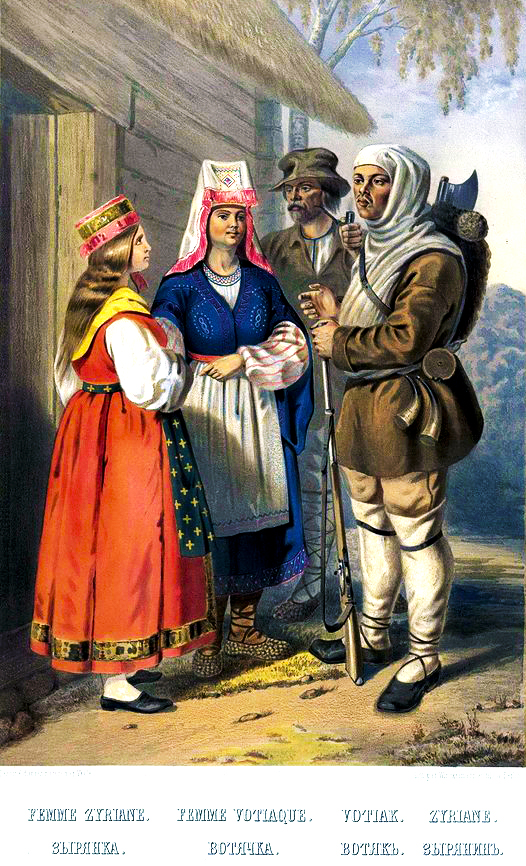
Зыряне и вотяки в традиционной одежде, 1862 год

Ко́ми (коми-зыря́не, устаревшее название — зыря́не; самоназвание — коми коми, коми-морт, коми-войтыр) — финно-угорский народ в России, коренное население Республики Коми. Почти все коми в мире проживают в пределах России: 97,6% коми-зырян и 96,9% близкородственных коми-пермяков. Говорят на языке коми, близком удмуртскому, с письменностью на кириллице.
Основные этнографические группы: верхневычегодцы, вымичи, ижемцы, печорцы, прилузцы, сысольцы, удорцы.

## Происхождение этнонимов
Существует несколько версий происхождения этнонима коми. Выделяют две наиболее правдоподобные:
- от названия реки Кама, таким образом словосочетание коми-морт («мужчина из народа коми, человек из народа коми») дословно означает «живущий на реке Каме»[9];
- этноним сравнивают с венг. hím, манс. хум «мужчина, человек»[10].

Слово коми, присутствующее в этнонимах обоих коми-народов, является автонимом, тогда как пермяки и зыряне — это русские экзонимы. Оба экзонима попали в древнерусский язык из прибалтийско-финского (древневепсского) источника и означали пермоязычных жителей восточной по отношению к вепсам окраины:
- зырь, зырянин ← syrjä «граница»;
- пермь, пермяк ← perä maa «задняя земля».

Название зыряне в форме сырьяне, серьяне впервые упоминается в житии св. Стефана Пермского (XV век), и в 1570-х годах экзоним «зырянин» окончательно закрепился за современными коми-зырянами, вытеснив общее название пермь, которое впервые встречается во вступлении старейшего из известных списков летописи «Повесть временных лет» (начало XII века).

## Расселение и численность

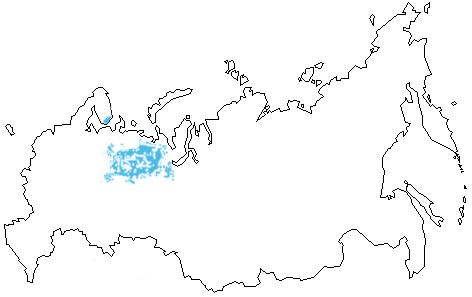
Карта расселения коми на территории России

Большинство представителей народа коми (202 300 чел. (2010 г.), 256 500 (2002 г.)) в России традиционно проживает в Республике Коми, где они составляют 23,7 % от всего населения (около 65,1 % (556 тыс.) — русские). В сельской местности республики процент коми населения больше, чем в городах. Носителей языка коми в России немного — родным язык его назвали лишь 169 тыс. человек представителей этноса коми (2002 г.).
В целом по России в 2010 году проживало около 228 тыс. коми-зырян и 293 000 в 2002 году. Коми-зыряне небольшими анклавами и смешанно проживают в Архангельской, Мурманской, Кировской, Омской и других областях РФ.
На Украине, по данным переписи населения, в 2001 г. проживало 1545 коми-зырян, из которых в качестве родного язык коми указали 330 человек (немногим более 1/5 всех коми Украины), украинский — 127 чел. (свыше 8 %), остальные — в основном русский.

Расселение народов коми и коми-пермяков

Общая численность коми (коми-зырян вместе с родственными им коми-пермяками и коми-язьвинцами, которые преимущественно расселены в Пермском крае) в мире достигает около 400 тыс. чел.

### Расселение и численность коми в России
Россия: 143 516 (2021 г.), 228 235 (2010 г.), 293 406 (2002 г.)
- Республика Коми: 202 348 (2010 г.)[14], 256 464 (2002 г.)[17]
- Ямало-Ненецкий автономный округ: 5141 (2010 г.)[14], 6177 (2002 г.)[17]
- Ненецкий автономный округ: 3623 (2010 г.)[14], 4510 (2002 г.)[17]
- Ханты-Мансийский автономный округ — Югра: 2364 (2010 г.)[14], 3081 (2002 г.)[17]
- Мурманская область: 1649 (2010 г.)[14], 2177 (2002 г.)[17]
- Санкт-Петербург: 1072 (2010 г.)[14], 1455 (2002 г.)[17]
- Тюменская область (без ХМАО и ЯНАО): 964 (2010 г.)[14], 1297 (2002 г.) (с ХМАО и ЯНАО: 8469, 2010 г.; 10 555, 2002 г.)
- Архангельская область (без НАО): 960 (2010 г.), 1235 (2002 г.)(с НАО: 4583, 2010 г.; 5745, 2002 г.)
- Москва: 565 (2010 г.)[18], 734 (2002 г.)[17]
- Московская область: 541 (2010 г.)[14], 708 (2002 г.)[17]
- Краснодарский край: 502 (2010 г.)[14], 684 (2002 г.)[17]
- Ленинградская область: 456 (2010 г.)[14], 669 (2002 г.)[17]
- Свердловская область: 445 (2010 г.)[14], 629 (2002 г.)[17]
- Омская область: 403 (2010 г.)[14], 708 (2002 г.)[17]
- Пермский край: 356 (2010 г.)[14], 1 181 (2002 г.)[17]
- Вологодская область: 295 (2010 г.)[14], 367 (2002 г.)[17]
- Нижегородская область: 258 (2010 г.)[14], 532 (2002 г.)[17]
- Ивановская область: 267 (2010 г.)[14], 191 (2002 г.)[17]
- Карелия: 182 (2010 г.)[14], 282 (2002 г.)[17]
- Новгородская область: 123 (2010 г.)[14], 150 (2002 г.)[17]

### Расселение и численность коми в мире
- Украина: 1545 (2001 г.)[16]
- Казахстан: 1020 (2022 г.)[19]
- Узбекистан: 764 (2022 г.)[19]
- Таиланд — 740  (2021г.)
- Финляндия: 688  (2022 г.)[20]
- Беларусь: 502 (2020 г.)[21]
- США: 421 (2015 г.)[22]
- Грузия: 301 (2008 г.)[23]
- Китай: 253 (2010)[24]; 253 (2000)[25]
- Кыргызстан: 247 (2020 г.)[19]
- Туркменистан: 200 (2020 г.)[19]
- Латвия:194 (оценка 2023)[26]
- Азербайджан: 145 (2018 г.)[23]
- Таджикистан: 125 (2014 г.)[23]
- Эстония: 89 (перепись 2021)[27]
- Армения: 46 (2002 г.)[23]

### Доля коми по районам и городам России (по переписи 2020 года)

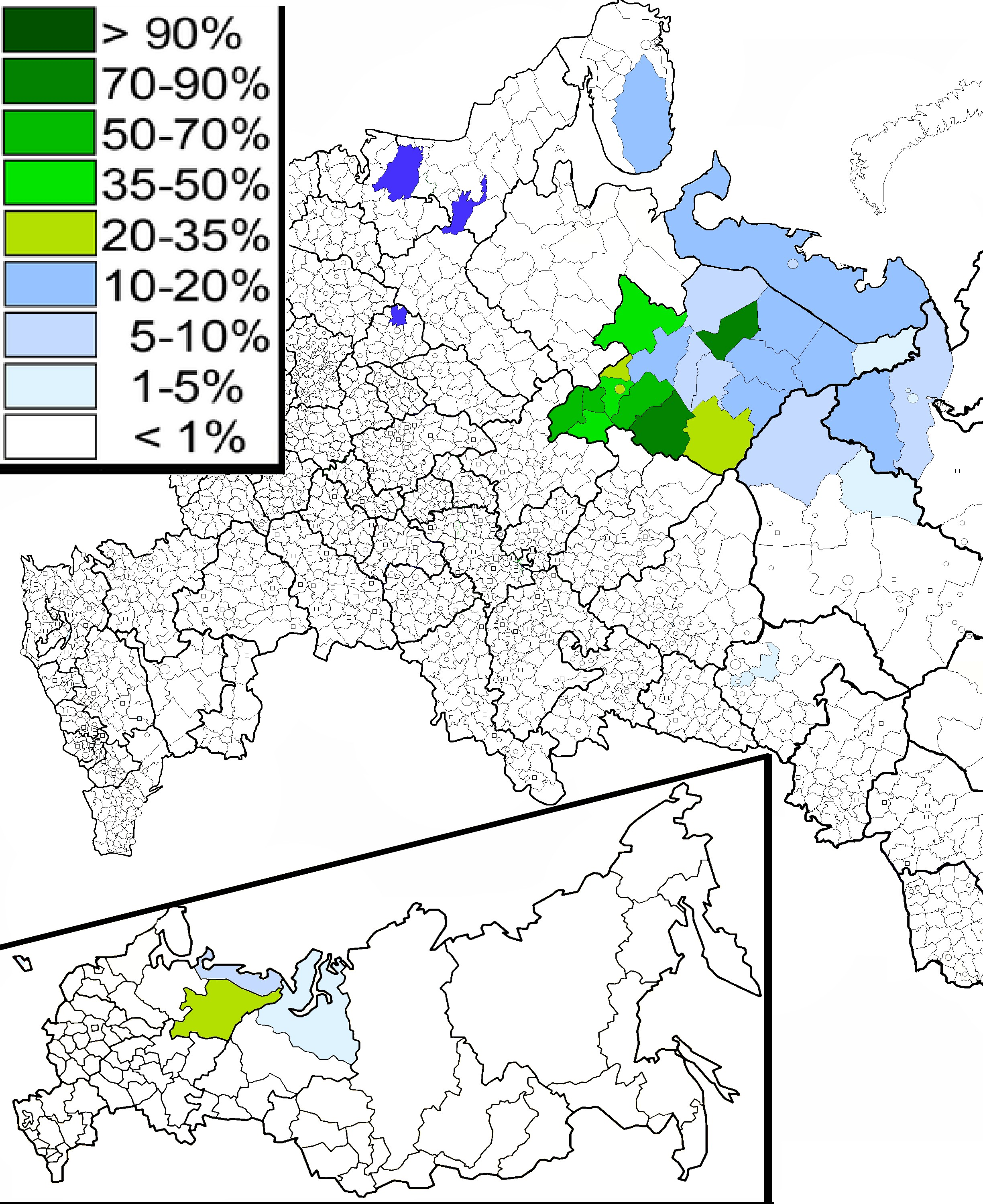
Ареал расселения коми-зырян по данным Всероссийской переписи 2010 года

Ниже указаны муниципальные образования, где доля коми в численности населения превышает 3 %:
| Муниципальное образование        | Субъект РФ          | % коми |
| Ижемский район                   | Республика Коми     | 87,37  |
| Усть-Куломский район             | Республика Коми     | 73,28  |
| Корткеросский район              | Республика Коми     | 57,44  |
| Сысольский район                 | Республика Коми     | 54,40  |
| Прилузский район                 | Республика Коми     | 44,29  |
| Удорский район                   | Республика Коми     | 39,80  |
| Сыктывдинский район              | Республика Коми     | 30,08  |
| Койгородский район               | Республика Коми     | 25,67  |
| Троицко-Печорский район          | Республика Коми     | 19,63  |
| Усть-Вымский район               | Республика Коми     | 19,34  |
| Шурышкарский район               | Ямало-Ненецкий АО   | 17,9*  |
| Сыктывкар (муниципальный округ)  | Республика Коми     | 13,38  |
| Усинск (муниципальный округ)     | Республика Коми     | 11,93  |
| Княжпогостский район             | Республика Коми     | 9,89   |
| Инта (муниципальный округ)       | Республика Коми     | 9,71   |
| Ловозерский район                | Мурманская область  | 9,37   |
| Заполярный район                 | Ненецкий АО         | 8,61   |
| Печора (муниципальный район)     | Республика Коми     | 7,70   |
| Вуктыл (муниципальный округ)     | Республика Коми     | 7,15   |
| Приуральский район               | Ямало-Ненецкий АО   | 6,8*   |
| Сосногорск (муниципальный район) | Республика Коми     | 5,87   |
| Берёзовский район                | Ханты-Мансийский АО | 5,2*   |
| Ухта (городской округ)           | Республика Коми     | 4,10   |
| Нарьян-Мар                       | Ненецкий АО         | 3,75   |
| Усть-Цилемский район             | Республика Коми     | 3,49   |

## Этногенез и этническая история
Археологи и этнологи выделяют следующую цепь сменяющих друг друга базовых археологических культур, ведущих к культуре современных коми-зырян:
- неолит
  - волосовская культура
- бронзовый век
  - приказанская культура (XVI—IX вв. до н. э.)
- железный век
  - ананьинская культура (VIII—III вв. до н. э.)
  - гляденовская культура (III в. до н. э. — IV в.)
  - ванвиздинская культура (VI—XI вв.)
  - вымская культура (XI—XII вв.)

Впервые предки коми (финно-пермская этнолингвистическая общность) обнаруживаются исследователями во II тыс. до н. э. в районе впадения в Волгу Оки и Камы. Позднее происходило распространение предков древних пермян на север, в Прикамье.
В 1 тысячелетии до н. э. (железный век) на территорию современной Республики Коми проникли носители пермского праязыка. В IV—VIII веках н. э. на северо-востоке Европейской части России (территория современного расселения коми) сложилась ванвиздинская культура. В середине 1 тысячелетия н. э. древнепермская этнолингвистическая общность в Среднем Прикамье разделилась на предков коми и удмуртов. Часть населения мигрировала в бассейн Вычегды, где смешалась с носителями ванвиздинской культуры. На Выми и нижней Вычегде, очевидно, главенствующими стали ванвиздинцы, а на Сысоле и верхней Вычегде преобладающими стали переселенцы из Прикамья. В результате взаимодействия сложилась вымская культура (IX—XIV века), соотносимая с летописной Пермью Вычегодской.
При дальнейшем развитии племён прото-коми сложилась вымская культура (IX—XIV века), которая имела связи с родановской культурой. Прото-коми имели устойчивые торговые и культурные связи с прибалтийско-финским населением, волжскими булгарами, Древнерусским государством и степными ираноязычными племенами. В последний период существования вымской культуры на неё оказали значительное влияние именно южные соседи. В последнее время её существования происходило мощное воздействие древнерусской культуры восточных славян.
С усилением древнерусского влияния в XII веке Пермь подпала под власть Новгородской республики. С XIII века началась значительная славянская (новгородская и северорусская, то есть суздальская, а затем ростовская) колонизация Перми, которая имела культурные последствия. Об этом свидетельствует археология — именно в это время курганный способ захоронения постепенно заменяется христианским погребением, многобожие как господствующее до сих пор верование среди зырян соседствует с православием, а в быту зырян появляется немало новаций.
В начале XIV века на Вычегодскую землю распространилось влияние Москвы. Возможно, в конце XIV—XV веках епископ Пермский обладал правами сюзерена на территории Коми края.
В XV—XVI веках, под давлением славяно-русской колонизации Севера, этнический массив коми сдвинулся в восточном направлении. Коми население исчезло в низовьях Вашки, на Пинеге, нижней Вычегде, Виледи, Яренге, нижней Лузе. Зыряне стали первым финно-угорским народом, перешедшим под власть Москвы[уточнить], причём это произошло таким образом, что Г. С. Лыткин задавался вопросом: «в недоумении тщетно предлагаешь себе вопрос: когда совершился переход зырянской страны из-под власти Великого Новгорода под власть Москвы».
С этого времени вплоть до начала XX в. происходило непрерывное расширение этнической территории коми. В XVI—XVII вв. коми заселили верхнюю Вычегду, а в XVIII—XIX вв. — Печору и Ижму.
В процессе взаимодействия с окружающими этносами в состав коми вошли ассимилированные группы вепсов, русских, ненцев и манси. Это отразилось на антропологическом облике и отдельных компонентах культуры коми, привело к образованию в составе коми отдельных этнолокальных групп. В XVI—XVII вв. на территории коми известно несколько административных образований — волостей и земель: Удорская волость, Глотова слобода, Вымская земля, Сысольская земля, Ужгинская волость и ряд других. В XVII в. коми сосредоточивались в Сольвычегодском, Яренском и Пустозерском уездах. Выходцы из Коми края были в числе основателей и жителей большинства возникших в Сибири городов.
Завершение формирования народности коми-зырян относится к XVII—XVIII векам. В XVIII—XIX веках коми проживали в Усть-Сысольском и Яренском уездах Вологодской губернии. В первой половине XVIII—XIX веках коми активно переселялись в соседний Мезенский уезд Архангельской губернии. В XIX веке значительное число коми-зырян и коми-пермяков осело на Алтае. В начале 1870-х коми основали несколько поселений на территории современной Омской области. В середине, второй половине XIX века большие группы коми-ижемцев поселились в Зауралье. В середине 1880-х гг. группа коми-ижемских оленеводов из-за нехватки пастбищ перебралась на Кольский полуостров. С XVIII века большую роль у коми начинают играть отхожие промыслы. У коми-пермяков был развит отход на плотницкие работы в другие регионы, в частности в Зауралье. Коми-зыряне в поисках заработка уходили в Сибирь или уезды Русского Севера, занимались валянием валенок, кузнечным делом и др.
Численность коми в России по ревизиям XVIII века:
| Год (ревизия)      | Тыс. чел. |
| ------------------ | --------- |
| 1719 (1-я ревизия) | 41,6      |
| 1745 (2-я ревизия) | 43,7      |
| 1763 (3-я ревизия) | 44,0      |
| 1782 (4-я ревизия) | 47,2      |
| 1795 (5-я ревизия) | 52,4      |

По сведениям 1865 года, опубликованным в «Алфавитном списке народов, обитающих в Российской империи», коми-зыряне общей численностью в 120 000 человек проживали на территории Мезенского уезда Архангельской губернии, Усть-Сысольского и Яренского уездов Вологодской губернии, а также разбросанно среди сельского населения Сольвычегодского уезда.
По результатам Всероссийской переписи 1897 года, коми (родной язык — зырянский) проживали в следующих губерниях:
| Губерния        | Мужчин | Женщин | Всего  |
| --------------- | ------ | ------ | ------ |
| Вологодская     | 52762  | 62204  | 114966 |
| Архангельская   | 11058  | 12201  | 23259  |
| Тобольская      | 3609   | 3474   | 7083   |
| Пермская        | 3290   | 1184   | 4474   |
| Другие губернии | 2316   | 1520   | 3836   |
| Всего в империи | 73035  | 80583  | 153618 |

Из них в городах проживало более 4 % от численности всего народа (6340 человек).
22 августа 1921 года в составе РСФСР была образована автономная область Коми (Зырян) с центром в Усть-Сысольске, положив тем самым начало коми государственности. В неё вошла большая часть Печорского уезда Архангельской губернии, весь Усть-Сысольский и большая часть Яренского уезда Северо-Двинской губернии. В момент создания площадь автономии составила свыше 400 тыс. км². и в ней проживало 1 787 тыс. человек. По переписи 1926 года, коми составляли 92,2 % населения области. Всего в СССР, по переписи 1926 года, проживало 226 383 коми-зырян.
В 1929 году АО коми-зырян вошла в состав Северного края, а в ноябре 1936 года автономная область была преобразована в Коми АССР в рамках РСФСР. По переписи 1959 года, численность коми-зырян в СССР составляла 287 027 человек.
23 ноября 1990 года Коми АССР была преобразована в Коми Советскую Социалистическую Республику (Коми ССР), а с 1992 года — Республика Коми.

## Этнографические группы
Выделяются следующие этнографические группы: верхневычегодцы, нижневычегодцы, вишерцы, вымичи, ижемцы, печорцы, прилузцы, сысольцы, удорцы. Локальные этнографические группы коми сохранялись до начала XX века. Наибольшее своеобразие в культуре имели удорцы — население верховьев Вашки и Мезени, ижемцы — низовьев Печоры, прилузцы — верховьев Лузы и Летки.

## Антропология и генетика
Энциклопедический словарь Брокгауза и Ефрона, издававшийся в конце XIX — начале XX веков, даёт следующее описание коми-зырян:

Зыряне роста среднего, кроме удорцев, отличающихся высоким ростом; телосложения крепкого и правильного; следы финского типа на лицах едва заметны; цвет волос большей частью чёрный, при серых и тёмно-карих глазах; реже встречаются русые волосы и голубые глаза.

Обширное соматологическое обследование коми населения было выполнено Н. Н. Чебоксаровым в конце первой половины XX века. Оно выявило преобладание сублапоноидного вятско-камского антропологического типа как у коми-зырян, так и коми-пермяков, что сближало их с удмуртами и некоторыми другими группами финно-волжских народов. У зырян, однако, были также обнаружены беломорский и восточно-балтийский тип, особенно у северных и западных этнографических групп, а также уральский тип у северо-восточных групп, что закономерно объясняется контактами с ненцами, хантами и манси. Краниологические исследования В. И. Хартановича 1980-х годов показали, что для коми-зырян всё-таки более характерен особый европеоидный краниологический тип, более близкий к краниотипу карел, а не коми-пермяков. В отличие от коми-пермяков и удмуртов, краниологический тип коми-зырян является восточнобалтийским, сходным с карелами, ижорой и среднечепецкими удмуртами. Крайне близким к коми-зырянам является антропологический комплекс населения родановской культуры, что связывается с исторически зафиксированной крестьянской колонизацией Верхней Камы с Вычегды в середине II тысячелетия нашей эры. Коми также относятся к нордической расе.

### ДНК
Было произведено 5 исследований Y-ДНК (передающейся по прямой мужской линии) коми-зырян Республики Коми, одно из которых занималось исключительно гаплогруппой I. Таким образом, полноценных исследований было 2.
- Komi Tambets 2004[47]

Всего 94 — I — 5,3 %, N1b-P43 — 12,8 %, N1c-Tat — 22,3 %, R1a — 33 %, R1b — 16 %, другие — 10,6 %.
- Komi Rootsi 2004

Всего 110 — I1a — 3,6 %, I1b — 0,9 %, остальные гаплогруппы — 95,5 %.
- Komi Izhemski KOI Mirabal[48] 2009-03, Malyarchuk 2009[49], Mirabal 2009-07[50], Hakkinen 2009[51]

Всего 54 — N1b-P43(xP63) 17 % (большинство гаплотипов выглядят как L1419), N1c1 — 52 %, R1a1 — 30 %, другие — 2 %.
- Komi Priluzski KOP Mirabal[19] 2009-03, Malyarchuk 2009, Mirabal 2009-07, Hakkinen 2009[23]

Всего 49 — N1b-P43(xP63) 14 % (большинство гаплотипов выглядят как N1b-A, то есть НЕ являются L1419), N1c1 — 50 %, R1a1 — 33 %, другие — 6 %.
- Komi Syktyk distr. Ilumae 2016[52], Post 2019[53]

Всего 17 — N1b-L1419 24 %, N1b-B528 12 %, N1c1-B211 18 %, N1c1-VL29 12 %, N1c1-B535 6 %, другие 29 %.
- Komi Izhemsky distr. Ilumae 2016[52], Post 2019[53]

Всего 30 — N1b-L1419 17 %, N1c1-B211 43 %, N1c1-B535 7 %, N1c1-Z1936(xB535,xB539) 3 %, другие 30 %.
- Komi YNAO Karafet 2002 Rootsi 2007

Всего 28 — N1b-P43 — 35,7 %, N1c — 50 %, другие — 14,3 %.
Результаты различаются не сильно, особенно учитывая то, что различия наблюдаются, как выясняется, между коми-зырянами разных территорий.
У коми выявили митохондриальные гаплогруппы V (0,6 %), U5b1b1 (1,8 %), H1 (2,1 %), D5 (1,8 %), Z (1,8 %).

## Язык и письменность

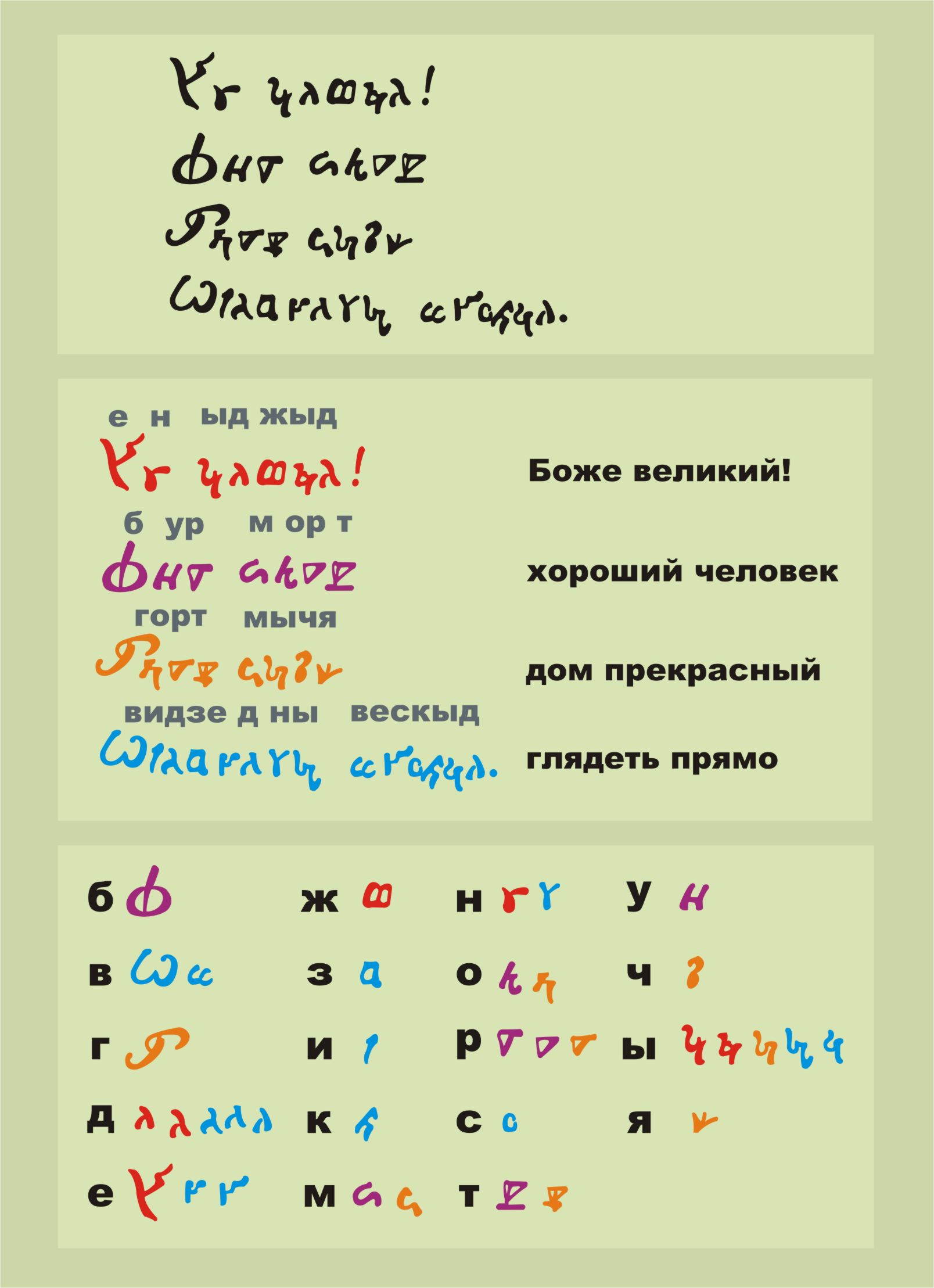
Письмо анбур

Коми-зыряне говорят на коми-зырянском языке, относящемся к пермской ветви финно-угорской группы уральской семьи языков. Наиболее близки ему коми-пермяцкий и коми-язьвинский языки, а также удмуртский язык.
Письменность коми — на основе кириллицы; ранее использовалось также древнепермское письмо (анбур).
Имеет присыктывкарский, нижневычегодский, верхневычегодский, среднесысольский, верхнесысольский, вымский, лузско-летский, ижемский, печорский и удорский диалекты. Одним из основных критериев разграничения коми диалектов является употребление звука Л в закрытом слоге, в связи с чем они подразделяются на три типа: эловые (Сысола и верхняя Печора), вэ-эловые (Вычегда) и нуль-эловые диалекты (Ижма, средняя и нижняя Печора, Уса).
В 1918 году за основу литературного языка был принят присыктывкарский диалект, являющийся переходным диалектом между нижневычегодским, верхневычегодским и сысольским диалектами.
В рамках проводимой в автономной области с середины 1920-х годов политики «зырянизации» («комизации») к 1927 году на коми-язык были переведены все коми школы I ступени (таковых на конец 1924/25 учебного года было 217 из 230 школ). Во второй половине 1930-х в основном был завершён перевод школ повышенного типа на родной язык обучения. Сложилась развитая система подготовки педагогических кадров. Закон СССР об образовании 1958 года предоставлял родителям детей нерусской национальности право выбора языка обучения для своих детей, что сократило долю школ, преподающих на коми-языке. Кроме того, началось сокращение преподавания на национальном языке как на родном — к 1972 году обучение проводилось только первые три класса начальной школы. В начале 1980-х коми язык служил в качестве языка обучения примерно в 30 школах. В 1970—1980-е годы число детей, изучающих коми язык как отдельный предмет, сократилось с 25 тыс. до 15 тыс. человек.
Признание языка коми в качестве одного из государственных языков Республики Коми вызвало подъём в его изучении. С 1990 по 1999 год количество учащихся общеобразовательных школ республики, изучающих коми-язык, увеличилось на 13 %. В 1999/2000 учебном году коми язык как родной изучало более 16 тысяч учеников в 161 школе.

## Культура
Литература народа коми как письменное художественное творчество на коми языке возникла в первой половине XIX века. Её основоположником стал поэт Иван Куратов. Широкое развитие литература на коми получила только после Октябрьской революции.
В 1961 году Коми республиканский музыкальный театр осуществил постановку первого национального балета коми «Яг-Морт».

### Музыкальные инструменты
- Духовые: куим-чипсан (многоствольная флейта), чипсан (флейта).
- Щипковые: сигудэк щипковый.
- Смычковые: сигудэк смычковый.
- Язычковые: гудэк (ручные гармоники: двухрядная венская, однорядная с русским строем, с 7 клавишами в правой клавиатуре и 2 в левой, хромка)[61].